# 1957 na Alemanha
Esta é uma cronologia dos fatos acontecimentos de ano 1957 na Alemanha.

## Eventos
- 1 de janeiro: O Sarre torna-se o décimo estado da Alemanha Ocidental.
- 15 de setembro: As terceiras eleições federais são realizadas na Alemanha Ocidental.
- 21 de setembro: O veleiro de carga alemão Pamir afunda no sudoeste dos Açores após ser atingido por um ciclone. Apenas seis dos 86 membros da tripulação são salvos.